# Aviação Naval Russa

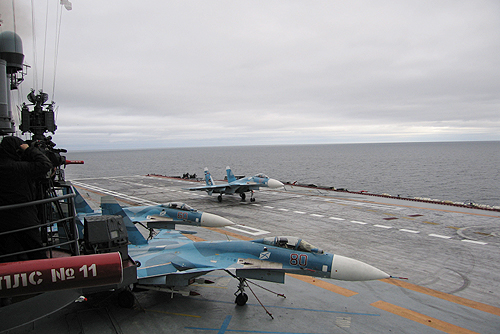
Su-33s estacionados no convés do.

A Aviação Naval Russa (russo:  Авиация Военно-морского флота России, tr. Aviatsiya Voenno-morskovo Flota Rossii) é o braço aéreo da marinha de guerra da Rússia.
A força aérea das duas principais frotas navais russas, a do norte e a do pacífico, operam aviões bombardeios de longo alcance anti-submarino Tu-142 e aeronaves de médio-alcance Il-38. Os bombardeios supersônicos Tu-22M3 foram transferidos para a força aérea russa em 2011. As frotas também operam o bombardeio Su-24 e os transportadores An-26 e Mi-8. Também há helicópteros armados Ka-29 e Mi-24. Várias outras aeronaves são utilizadas como os aviões Yak-130, Su-30 e o helicóptero Ka-52.
Operando a partir do Admiral Flota Sovetskogo Soyuza Kuznetsov, a aviação naval russa possui modernos aviões MiG-29K, o Sukhoi Su-33 (principal aeronave) e o Su-25.

## Fotos

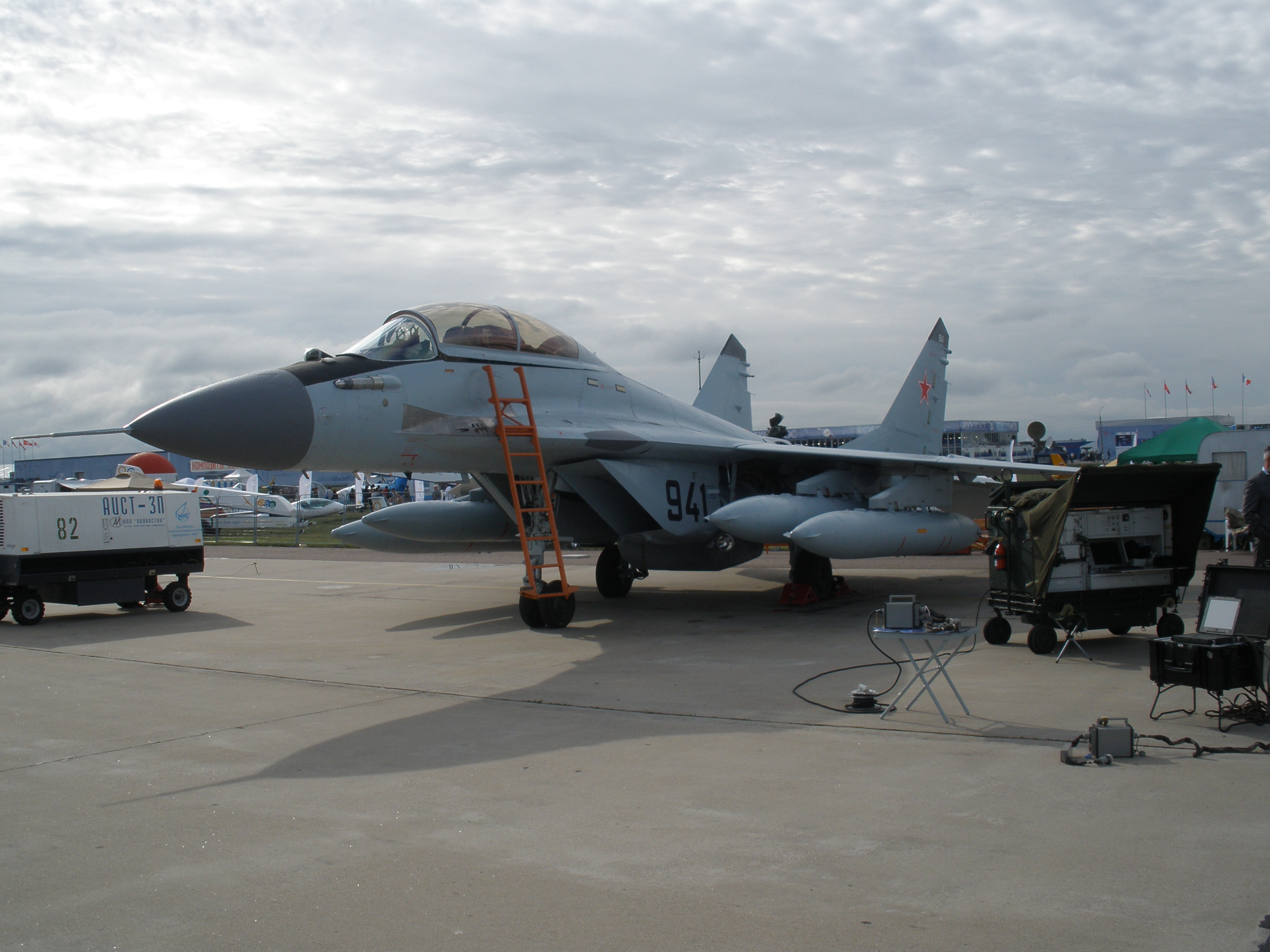
O MiG-29k russo.
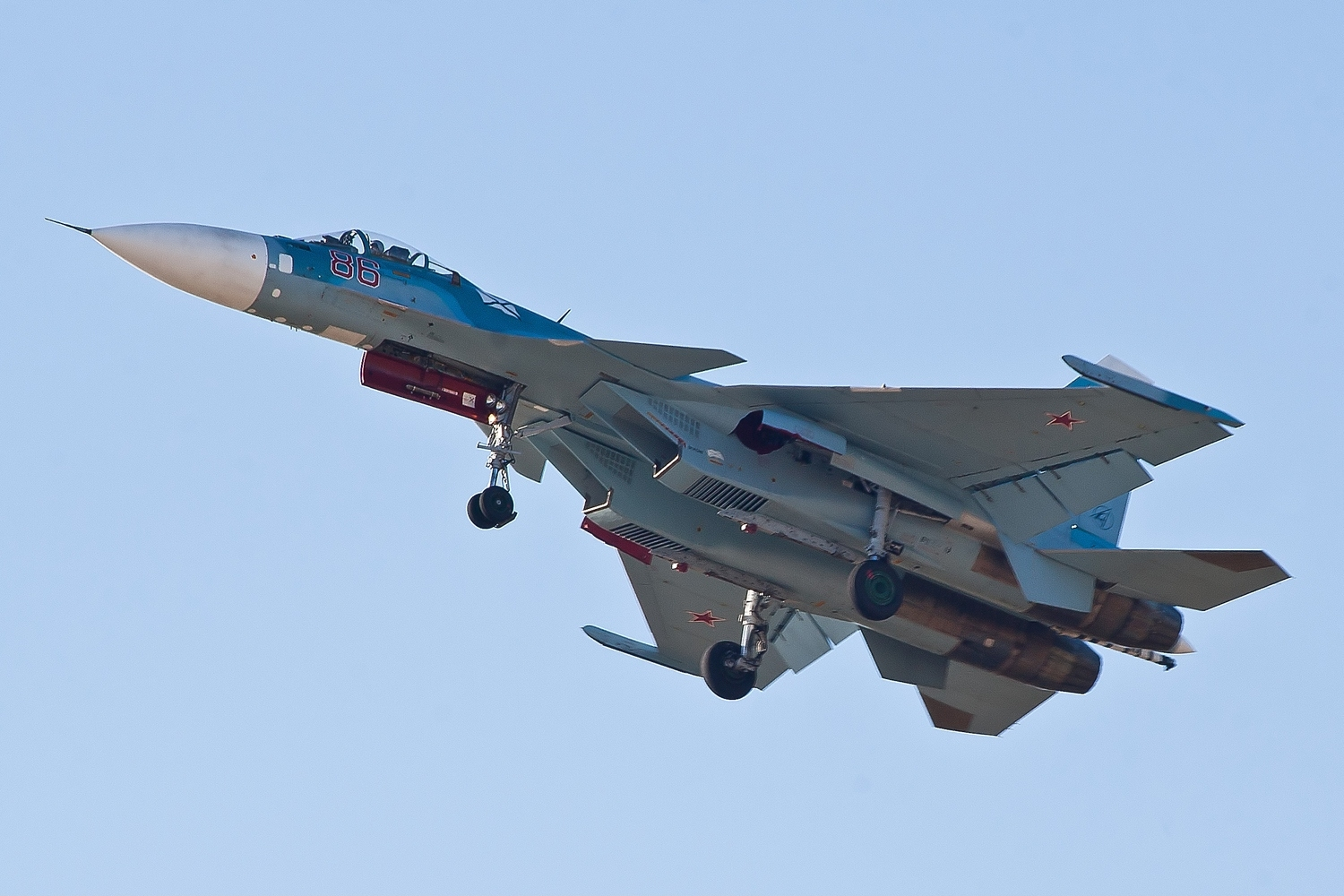
Um caça Su-33 da marinha russa.
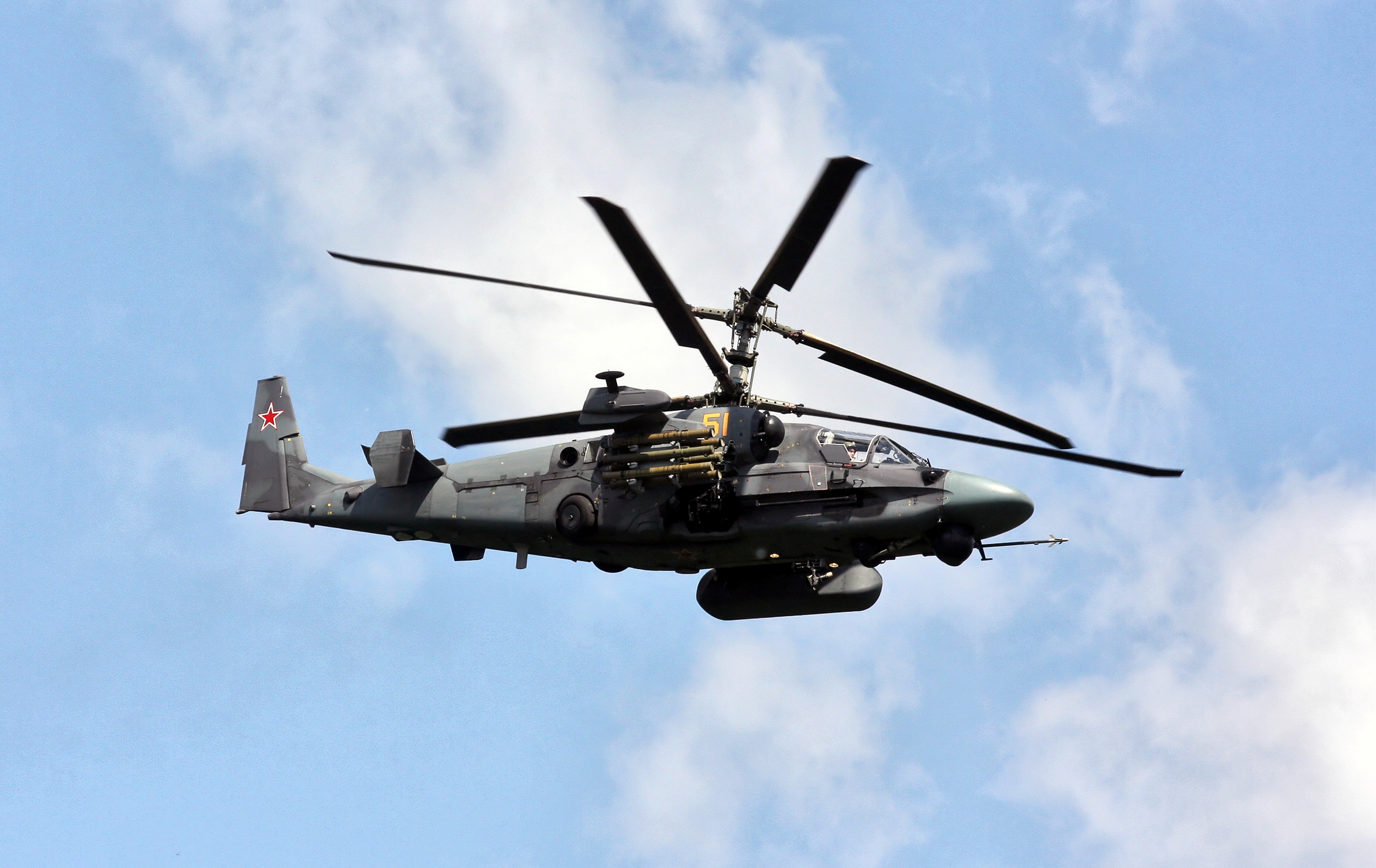
O moderno helicóptero Ka-52 da Rússia.
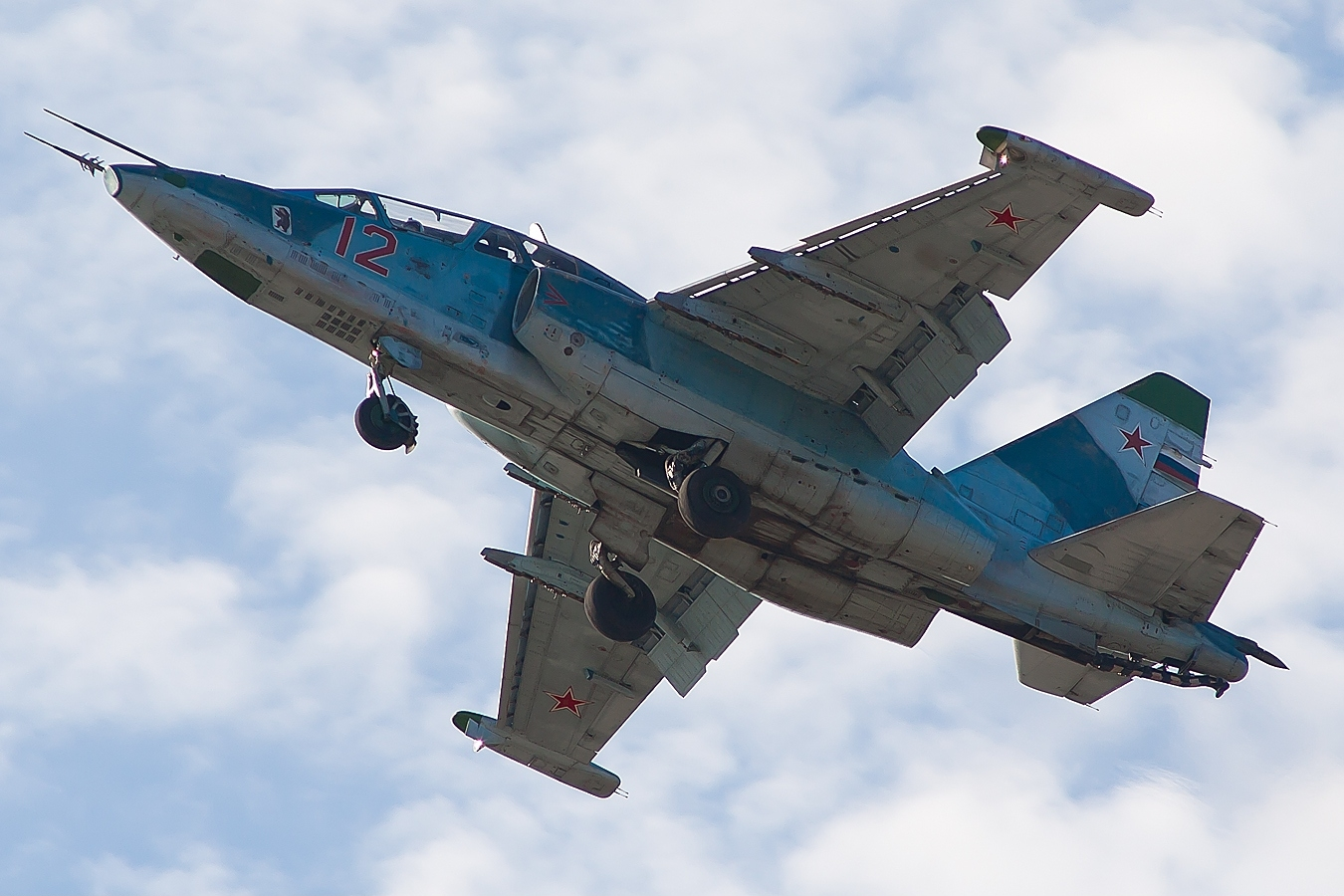
O caça bombardeio Sukhoi Su-25, desenvolvido pelos russos.